# Christa Deguchi
Christa Deguchi (出口 クリスタ, Deguchi Christa), née le 29 octobre 1995 à Shiojiri à Nagano au Japon, est une judokate japonaise et canadienne combattant dans la catégorie des moins de 57 kg pour le Canada.
Première judokate canadienne médaillée mondiale avec une troisième place aux Mondiaux de Bakou, elle remporte le titre mondial lors de l'édition 2019 à Tokyo et lors de l'édition 2023 à Doha. Le 29 juillet 2024, elle remporte la médaille d'or aux Jeux Olympiques de Paris, ce qui fait d'elle la première personne à remporter l'or pour le Canada aux Jeux Olympiques en judo.

## Biographie
Christa Deguchi naît à Nagano au Japon en 1995 d'un père canadien, enseignant au Canada, et d'une mère japonaise. Sa sœur cadette de trois ans plus jeune, Kelly Deguchi, est aussi judoka.
Christa Deguchi est sacrée championne du Japon des moins de 21 ans en 2013 ; elle remporte également sous le drapeau japonais individuellement une médaille de bronze aux Mondiaux juniors 2013 et une médaille d'argent aux Mondiaux juniors 2014 et est sacrée championne du monde junior par équipe en 2013 et 2014. 
En octobre 2017, elle concourt pour la première fois sous les couleurs du Canada lors du Grand Chelem d'Abou Dabi.
Vainqueur des Championnats panaméricains de judo en 2018, elle devient aussi cette année-là la première judokate canadienne médaillée mondiale avec une troisième place dans la catégorie des moins de 57 kg aux Mondiaux de Bakou. L'année suivante, elle conserve son titre panaméricain, puis remporte son premier titre mondial ce dernier en battant en finale de cette édition disputée à Tokyo la tenante du titre Tsukasa Yoshida.
Son kumi-kata est droitier. Sa spécialité est l'Osotogari. 

## Carrière

### Petite enfance
Son père lui conseillera le karaté tandis que sa mère lui recommandera le judo, ainsi à l'âge de 3 ans elle commencera le judo au Dojo de Seishinkan où les clients du salon de barbier de sa grand-mère avaient l'habitude d'aller. Les entrainements lui sembleront durs au premier abord mais amusants car elle aimera la manière de se mouvoir dans ce sport. À partir de l'école élémentaire, Christa se sentira un peu déprimée des jours où elle allait au dojo après avoir regardé "Mito Komon" (TBS) chez son grand-père. À cela, se rajoute le fait que ses parents parleront souvent en anglais et donc sa maison deviendra un petit Canada.

### Primaire
À cette période, elle affrontera Megumi Tsugane trois fois au total, qui était la judoka la plus forte de la préfecture et la plus jeune a gagné un Grand Slam, Christa sera submergée par son physique et ne pourra pas faire le poids. Lorsqu'elle entrera en "6e année de primaire" (au Japon il s'agit de la dernière année du primaire et son équivalent français est la 6e du collège), elle participera au Tournoi National des Collèges de Judo en -45kg, mais sera défaite en qualifications.

### Collège
Elle entrera au Collège de Shiojirishi Ritsuoka (à Shiojiri dans la préfecture de Nagano) avec Megumi Tsugane. Dans sa première année, elle se classera à la troisième position des -44kg du Zengoku Chugakko Judo Taikai (Tournoi National de Judo pour collégiens au mois d'août). Lors de sa deuxième année elle sera seulement dans le top 16 des -48kg. Durant sa troisième année elle participera en tant que -52kg, et bien qu'elle perdra contre Kaho Yonezawa, qui était en deuxième année du Collège de Kacho, elle se qualifiera sur un Golden Score mais finira 3e.

### Lycée
Lorsqu'elle entre au Lycée de Matsusho Gakuen, elle perdra face à Kaho Yonezawa à la All Japan Academy et sera 2e. Cependant à l'Inter-Lycée, elle défera Ai Shishime, une étudiante de troisième année au lycée de l'université de Miyazaki Nihon et gagnera le Championnat durant sa première année de lycée. Bien qu'elle sera disqualifiée en raison d'un dépassement de poids de catégorie et ne pourra donc pas participer à la compétition individuelle du Championnat des Lycées, elle sera très active avec sa partenaire Megumi Tsugane dans la compétition par équipe et finira 3e.
Lors de sa deuxième année de lycée, elle sera passée en -57kg, elle perdra alors au second tour de l'Inter-Lycée contre Naoko Nishio, une lycéenne de première année au lycée de Teikyo. Elle contribuera à gagner la 3e place en compétition par équipe. Lors des matchs individuels du Championnat du Lycée, elle vaincra Nishio en finale et gagnera le Championnat, mais en équipe elle affrontera Fumio Oka du Lycée de Keiai à Fukuoka, qui pèsera à ce moment-là plus de 78kg, et perdra en finale face à elle.
En troisième année, elle participera au Championnat All Japan dans la catégorie des -57kg, elle perdra au troisième tour face à Ai Tachimoto très tôt dans le combat. En individuel elle perdra en finale face à Tsukasa Yoshida du Lycée Keiai. Lors du Championnat All Japan Junior, elle vaincra Yoshida avec un Ō-uchi-gari (大内刈 - Grand fauchage intérieur) en finale et gagnera le championnat. Cet à ce moment-là qu'elle déclarera vouloir représenter le Canada aux J.O. afin d'éviter la féroce compétition présente au Japon pour la représentation aux J.O.. Cependant après avoir été convaincue par son entourage, elle visera une place au sein de l'équipe nationale du Japon.
Au Championnat Mondial Junior, elle perdra face à la canadienne Catherine Beauchemin-Pinard en quart de finale à cause de l'utilisation de ses épaules, cependant elle gagnera le match de repêchage et se classera 3e. En compétition par équipe, elle remportera la victoire pour son équipe en finale face à la France en gagnant par un Ippon.

## Palmarès

### Compétitions internationales
| Année | Compétition                | Lieu           | Résultat | Catégorie      |
| ----- | -------------------------- | -------------- | -------- | -------------- |
| 2018  | Championnats panaméricains | San José       | 1re      | Moins de 57 kg |
| 2018  | Championnats du monde      | Bakou          | 3e       | Moins de 57 kg |
| 2019  | Championnats panaméricains | Lima           | 1re      | Moins de 57 kg |
| 2019  | Championnats du monde      | Tokyo          | 1re      | Moins de 57 kg |
| 2022  | Jeux du Commonwealth       | Birmingham     | 1re      | Moins de 57 kg |
| 2023  | Championnats du monde      | Doha           | 1re      | Moins de 57 kg |
| 2023  | Championnats panaméricains | Calgary        | 1re      | Moins de 57 kg |
| 2024  | Championnats panaméricains | Rio de Janeiro | 2e       | Moins de 57 kg |
| 2024  | Championnats du monde      | Abou Dabi      | 2e       | Moins de 57 kg |
| 2024  | Jeux olympiques            | Paris          | 1re      | Moins de 57 kg |

### Masters mondial, Tournois Grand Chelem et Grand Prix
| Année | Compétition     | Lieu          | Résultat | Catégorie      |
| ----- | --------------- | ------------- | -------- | -------------- |
| 2013  | Grand Chelem    | Tokyo         | 3e       | Moins de 57 kg |
| 2013  | Grand Prix      | Jeju          | 1re      | Moins de 57 kg |
| 2018  | Grand Chelem    | Paris         | 1re      | Moins de 57 kg |
| 2018  | Grand Prix      | Hohhot        | 1re      | Moins de 57 kg |
| 2018  | Grand Prix      | Zagreb        | 1re      | Moins de 57 kg |
| 2018  | Grand Prix      | Budapest      | 3e       | Moins de 57 kg |
| 2019  | Grand Chelem    | Paris         | 1re      | Moins de 57 kg |
| 2019  | Grand Chelem    | Ekaterinbourg | 1re      | Moins de 57 kg |
| 2019  | Grand Prix      | Montréal      | 1re      | Moins de 57 kg |
| 2020  | Grand Chelem    | Paris         | 1re      | Moins de 57 kg |
| 2021  | Grand Chelem    | Tbilissi      | 3e       | Moins de 57 kg |
| 2021  | Grand Chelem    | Bakou         | 1re      | Moins de 57 kg |
| 2021  | Grand Chelem    | Antalya       | 1re      | Moins de 57 kg |
| 2022  | Grand Prix      | Zagreb        | 1re      | Moins de 57 kg |
| 2022  | Grand Chelem    | Bakou         | 1re      | Moins de 57 kg |
| 2022  | Masters mondial | Jérusalem     | 1re      | Moins de 57 kg |
| 2023  | Grand Chelem    | Tel Aviv      | 2e       | Moins de 57 kg |
| 2023  | Grand Chelem    | Antalya       | 2e       | Moins de 57 kg |
| 2023  | Grand Chelem    | Oulan-Bator   | 1re      | Moins de 57 kg |
| 2023  | Grand Chelem    | Abou Dabi     | 2e       | Moins de 57 kg |
| 2024  | Grand Chelem    | Paris         | 2e       | Moins de 57 kg |
| 2024  | Grand Chelem    | Bakou         | 1re      | Moins de 57 kg |
| 2024  | Grand Chelem    | Tbilissi      | 3e       | Moins de 57 kg |
| 2024  | Grand Chelem    | Antalya       | 1re      | Moins de 57 kg |
| 2024  | Grand Chelem    | Astana        | 1re      | Moins de 57 kg |